# Austroasiatische Sprachen

Verbreitung der austroasiatischen Sprachen

Die austroasiatischen Sprachen sind eine Sprachfamilie, deren etwa 160 Sprachen von rund 120 Millionen Menschen in Südostasien und Nordostindien gesprochen werden. Obwohl diese Sprachen in weiten Teilen Süd- und Südostasiens verbreitet sind, haben nur zwei den Status einer Nationalsprache: das Vietnamesische und das Khmer (Kambodschanisch).
„Austroasiatisch“ ist ein Kunstwort, zusammengesetzt aus den lateinischen Wörtern auster „Südwind; Süden“ und Asia „Asien“, und bedeutet „südasiatisch“.

## Verbreitungsgebiet
Das Verbreitungsgebiet der austroasiatischen Sprachen ist nicht zusammenhängend, die einzelnen Sprachen oder Sprachgruppen sind durch Regionen getrennt, in denen Sprachen anderer Sprachfamilien gesprochen werden. Es wird angenommen, dass die austroasiatischen Sprachen zu einer sehr frühen Bevölkerungsgruppe Süd- und Südostasiens gehören und dass die anderen Sprachen, die heute dort gesprochen werden, erst durch spätere Bevölkerungswanderungen in diese Region kamen. Dazu gehören indogermanische, Tai-Kadai- und sino-tibetische Sprachen.
Eine genetische sowie linguistische Analyse im Jahr 2015 ergab einen wahrscheinlichen Ursprung in Zentralchina, genauer, entlang des Jangtsekiang-Flusses. Von dort aus startete eine Süd-Expansion nach Südostasien und Südasien.

## Bedeutende Einzelsprachen
Rund 117 Mio. Menschen sprechen eine austroasiatische Sprache. Mit Abstand die bedeutendsten sind das Vietnamesische (84 Mio.) und das Kambodschanische oder Khmer (16 Mio.), beides sind die Nationalsprachen ihrer Länder. Santali (7 Mio.), Mundari (2 Mio.), Ho (2 Mio.), Khasi (2 Mio.), Muong (3 Mio.) und Mon (1 Mio.) erreichen bzw. überschreiten ebenfalls die Millionen-Sprecher-Grenze. Zur austroasiatischen Sprachfamilie gehören aber auch eine große Zahl kleiner und kleinster Sprachen in abgelegenen Gebieten, die kaum von mehr als 1000 Menschen gesprochen werden.

## Verwandtschaft mit anderen Sprachfamilien
Von einigen Linguisten ist die These aufgestellt worden, dass die austroasiatischen Sprachen mit den austronesischen Sprachen verwandt sind und dass sie mit diesen zusammen eine austrische Überfamilie bilden.

## Klassifikation

### Großgliederung
Innerhalb der austroasiatischen Sprachen werden meist zwei, manchmal auch drei Hauptzweige unterschieden: Die Mon-Khmer-Sprachen in Südostasien und die Munda-Sprachen in Ost- und Mittelindien, deren Sprecher zu den meist benachteiligten Gruppen der indischen Bevölkerung zählen. Manche Forscher betrachten die nicobaresischen Sprachen als einen dritten Hauptzweig, andere rechnen sie zum Mon-Khmer. Es gibt etwa 160 austroasiatische Sprachen, wovon etwa 130 zu den Mon-Khmer-Sprachen, 20 zu den Munda-Sprachen und 6 zu den nicobaresischen Sprachen gehören.
Die innere Einteilung der austroasiatischen Sprachfamilie ist im Detail unklar und umstritten. Neuere Forscher wie Paul Sidwell bezweifeln die Eigenständigkeit der Munda-Sprachen, sowie „Mon-Khmer“ als (wie auch immer definierte) Untergruppe. Von diesen Forschern werden lediglich die einzelnen im Folgenden aufgelisteten Kleingruppen als gültige Zweige des Austroasiatischen anerkannt, und „Mon-Khmer-Sprachen“ wird damit praktisch synonym zu „austroasiatische Sprachen“.

### Aufteilung im Detail
Die folgende Klassifikation zeigt die einzelnen Zweige des Austroasiatischen mit ihren jeweils bedeutendsten Sprachen:
Austroasiatisch (157 Sprachen, 95 Mio. Sprecher; Nordost-Indien, Südostasien)
- Munda-Sprachen (19 Sprachen, 10 Mio. Sprecher; Nordost- und Mittelindien)
  - Nord-Munda-Sprachen (10 Sprachen, 9,5 Mio.) >>> Santali (6 Mio.), Mundari (1 Mio.), Ho (1 Mio.), Korku (500.000).
  - Süd-Munda-Sprachen (9 Sprachen, 600.000) >>> Kharia (280.000), Sora (300.000).

- Mon-Khmer-Sprachen (132 Sprachen, 85 Mio. Sprecher)
  - Khasi-Gruppe (3 Sprachen, 1,1 Mio. Sprecher; Nordostindien) >>> Khasi (1 Mio.), Pnar (100.000).
  - Palaung-Wa-Gruppe (20 Sprachen, 1,8 Mio. Sprecher; Myanmar, Südchina, Laos, Thailand) >>> Rumai (150.000), Shwe (150.000), Pale (300.000), Wa (600.000), Praok (500.000).
  - Khmu-Gruppe (14 Sprachen, 600.000; Laos, Thailand, Vietnam) >>> Khmu (500.000).
  - Khmer (1 Sprache, Kambodscha, Vietnam, Thailand (Surin)) >>> Kambodschanisch (Khmer) (8 Mio., mit Zweitsprechern 10 Mio.).
  - Katu-Gruppe (16 Sprachen, ca. 1 Mio.; Laos, Thailand, Vietnam) >>> Kuy-Suei (400.000), So (160.000), Bru (130.000).
  - Bahnar-Gruppe (36 Sprachen, 1 Mio.; Vietnam, Laos, Kambodscha) >>> Bahnar (140 000), Ko’ho (Sre) (100.000), Mnong (200.000).
  - Pear-Sprachen (6 Sprachen, 12.000; Kambodscha).
  - Viet-Muong-Gruppe (10 Sprachen, 88 Mio.; Vietnam, Laos) >>> Vietnamesisch (84 Mio.), Muong (3–4 Mio.).
  - Mon-Sprachen (2 Sprachen, 1 Mio.; Myanmar), Mon (knapp 1 Mio.), Nyahkur (max. 10.000).
  - Palyu-Pakan-Gruppe (5 Sprachen, 15.000; Südchina).
  - Asli-Sprachen (19 Sprachen, 60.000; Malaiische Halbinsel) >>> Semang (10.000), Senoi (20.000).

- Nicobaresische Sprachen (6 Sprachen, 28.000; Nikobaren) >>> Car (20.000).

Sprachen mit mindestens 1 Mio. Sprechern im Fettdruck. „>>>“ verweist auf „wichtige“ Einzelsprachen des jeweiligen Zweigs.

## Merkmale

### Phonologie
Die Lautsysteme der austroasiatischen Sprachen ähneln einander weitgehend. Nur Vietnamesisch (unter dem Einfluss des Chinesischen) und die Munda-Sprachen (unter dem Einfluss indischer Sprachen) haben sich beträchtlich vom Grundtyp entfernt.

#### Silbenstruktur
Die meisten austroasiatischen Wörter bestehen aus einer Hauptsilbe, der eine oder mehrere Nebensilben vorangehen können. Eine Nebensilbe besteht aus einem Anlautkonsonanten, einem Vokal und evtl. aus einem Endkonsonanten. In den meisten Sprachen gibt es nur einen möglichen Vokal in solchen Nebensilben, in einigen Sprachen jedoch drei oder sogar silbenbildende Nasale oder Liquide. Viele Sprachen haben Hauptsilben ohne Endkonsonant, doch keine austroasiatische Sprache hat mehr als einen Konsonanten am Silbenende.

#### Konsonanten
Ein typisches Merkmal der Mon-Khmer Sprachen (nicht jedoch der Munda-Sprachen) sind die zahlreichen Kombinationen zweier Konsonanten am Beginn von Hauptsilben. Dies trifft besonders für Khmer zu. Das Inventar der möglichen Konsonanten am Wortende ist bedeutend kleiner, vor allem bei Sprachen, die mit Tai-Kadai- oder sinotibetischen Sprachen in Kontakt sind.
Eine Reihe von Mon-Khmer-Sprachen haben die implosiven Konsonanten [ɓ] und [ɗ], die auch für das Ur-Mon-Khmer rekonstruiert werden; hauptsächlich aufgrund der Evidenz der Katu-Sprachen rekonstruiert Paul Sidwell sogar einen palatalen Implosiv [ʄ]. Eine Reihe aspirierter Konsonanten ([pʰ], [tʰ], [cʰ] und [kʰ]) kommen in mehreren Mon-Khmer-Sprachen vor, sind jedoch kein typisches Merkmal der Sprachfamilie.
In den meisten austroasiatischen Sprachen kommen – im Gegensatz zu den meisten anderen Sprachen Asiens – auch palatale Konsonanten ([c] und [ɲ]) am Wortende vor.

#### Vokale
Für die Mon-Khmer-Sprachen ist eine große Anzahl von Vokalen typisch (20 bis 25, bei einigen sogar mehr als 30).

#### Töne
Die meisten austroasiatischen Sprachen sind keine Tonsprachen; eine Ausnahme bilden Vietnamesisch und einige andere Sprachen im Norden, die unabhängig voneinander Töne entwickelt haben, und zwar unter dem Einfluss der benachbarten Tonsprachen (Tai-Kadai, Sinotibetisch und Miao-Yao).

### Grammatik

#### Morphologie
Die Munda-Sprachen weichen von den anderen austroasiatischen Sprachen ab, da sie eine besonders reiche Morphologie mit zahlreichen Präfixen, Infixen und Suffixen haben. Vietnamesisch ist das andere Extrem und weist kaum Morphologie auf.
Außer diesen zwei Extremen weisen die austroasiatischen Sprachen zahlreiche Gemeinsamkeiten auf: Bis auf das Nikobaresische haben sie keine Suffixe; Präfixe und Infixe sind hingegen häufig. Es treten selten mehr als zwei Affixe gleichzeitig an ein Wort. Ein Affix kann jeweils zahlreiche Funktionen haben. Viele Affixe kommen nur in erstarrten Formen vor und treten nicht mehr produktiv auf. Es gibt eine besondere Klasse von Wörtern, die sich von Verben, Adjektiven und Adverbien unterscheiden. Sie können nicht verneint werden und beschreiben Geräusche, Farben, Muster, Formen und Gefühle. Manche Autoren nennen sie „Expressive“ oder „Ideophone“.

#### Syntax
Possessiv- und Demonstrativelemente sowie Relativsätze sind Substantiven nachgestellt. In Sprachen, die Partikeln haben, handelt es sich um Präpositionen, nicht Postpositionen. Die häufigste Satzstellung ist Subjekt–Verb–Objekt. Meist gibt es keine Kopula, die dem deutschen Wort „sein“ entspricht. Ergativkonstruktionen sind häufig. Satzpartikeln, welche die Meinung, Erwartung, Respekt oder Vertrautheit sowie die Absicht des Sprechers ausdrücken, kommen häufig vor. Die Munda-Sprachen weichen auch in dieser Hinsicht von den anderen Sprachen dieser Familie ab: Sie haben grundsätzlich die Satzstellung Subjekt–Objekt–Verb, so wie die drawidischen Sprachen in Indien.

### Wortschatz
Vietnamesisch weist zahlreiche Lehnwörter aus dem Chinesischen auf, Mon und Khmer aus dem Sanskrit und Pali. Die isolierteren Sprachen in entlegeneren Gebieten haben den Erbwortschatz besser bewahrt, doch in vielen Fällen haben Sprachtabus – beispielsweise bei Tiernamen und Gegenständen, die Verstorbenen gehörten – zu Ersetzungen geführt.